# نایرو کینتانا
نایرو کینتانا (اسپانیایی: Nairo Quintana‎؛ زادهٔ ۴ فوریهٔ ۱۹۹۰) یک دوچرخه‌سوار اهل کلمبیا است. او توانست در سال ۲۰۱۴ برندهٔ جیرو دیتالیا و در سال ۲۰۱۶ برندهٔ ووئلتا اسپانیا شود.
کینتانا متخصص مسیرهای کوهستانی است و به توانایی انجام حملات پیاپی در شیب‌های زیاد، توان خروجی بالا و استقامت زیاد برای واکنش به حملات رکابزنان دیگر شهرت دارد.

## آغاز زندگی
کینتانا در کومبیتا در نزدیکی تونخا در خانواده‌ای کشاورز زاده شد. خانوادهٔ او با وجود زندگی محقر خود توانستند یک دوچرخهٔ کوهستان دست دوم برای نایرو بخرند تا مسیر ۱۶ کیلومتری مدرسه را در میان دامنه‌های شرقی آند بپیماید و برای فروش میوه و سبزی از روستایی به روستای دیگر برود. همچنین از ۱۶ سالگی با تاکسی پدر خود کار می‌کرد. کینتانا اکنون در کومبیتا زندگی می‌کند. او دو خواهر و دو برادر دارد.
او در ۱۵ سالگی هنگام دوچرخه‌سواری با تاکسی تصادف کرد و ۵ روز در کما بود. علی‌رغم این حادثه، پدرش که هوادار دوچرخه‌سواری بود، توانایی نایرو را پذیرفته‌بود و ۳۰۰ هزار پزو برای خرید دوچرخهٔ مسابقه‌ای هزینه کرد تا پسرش بتواند در مسابقات شرکت کند.

## فعالیت حرفه‌ای

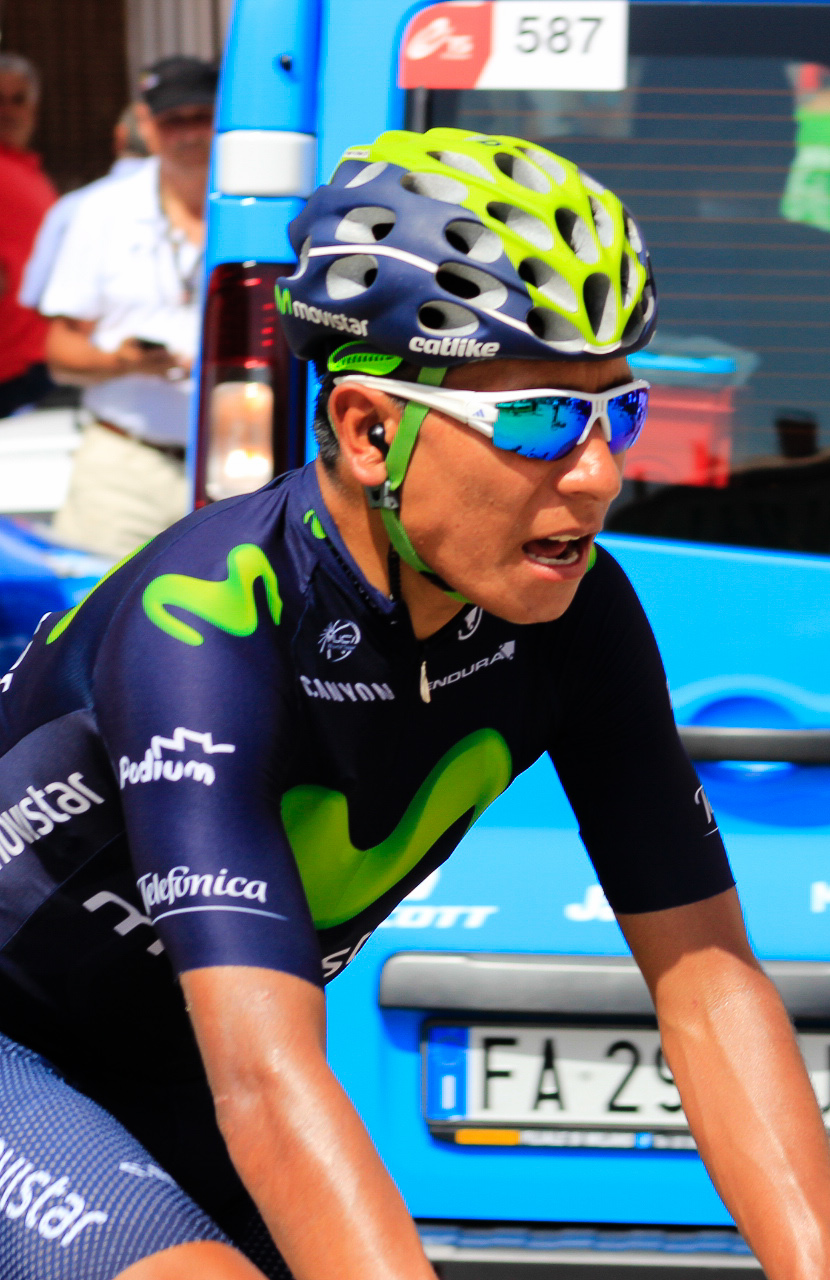

کینتانا در سال ۲۰۰۹ فعالیت حرفه‌ای خود را آغاز کرد و در سال ۲۰۱۰ برندهٔ تور آونیر شد تا آیندهٔ روشنی را برای دوچرخه‌سواری کلمبیا ترسیم کند.
در سال ۲۰۱۲ به اروپا رفت تا به تیم اسپانیایی موویستار بپیوندد. او برندهٔ تور مورسیا شد و یک پیروزی در کریتریوم دوفینه به دست آورد. سپس برندهٔ مسابقهٔ روت دو سود شد و نخستین حضور خود در گرند تورها را با شرکت در ووئلتا اسپانیا به ثبت رساند. در آن مسابقه یکی از خادمین اصلی آلخاندرو والورده در سربالایی‌ها بود. در ماه اکتبر نیز برندهٔ تور امیلیا شد.
در آغاز سال ۲۰۱۳ برندهٔ یک مرحلهٔ تور کاتالونیا شد و یک ماه بعد، با پیروزی در یک مرحله و دوم شدن در تایم تریل مرحلهٔ آخر، قهرمانی تور باسک را کسب کرد.